# Celestine Babayaro
Celestine Babayaro (* 29. August 1978 in Kaduna, Nigeria) ist ein ehemaliger nigerianischer Fußballspieler. Zudem besitzt er einen britischen Pass. Babayaros Position war die des linken Verteidigers, er wurde aber auch als linker Mittelfeldspieler eingesetzt. Er ist der ältere Bruder von Haruna Babangida.

## Karriere
Babayaro begann seine Karriere bei Plateau United in Nigeria. 1994 wechselte der damals erst 16-Jährige zu RSC Anderlecht nach Belgien. 1997 wurde er nach dem Gewinn der Goldmedaille mit der nigerianischen Mannschaft bei den Olympischen Spielen 1996 zum FC Chelsea nach London transferiert. Chelsea stach damals Vereine wie Inter Mailand, Deportivo La Coruña oder Juventus Turin aus. Im Januar 2005 wechselte er zu Newcastle United. Im Dezember 2007 löste er seinen Vertrag mit Newcastle auf und ließ sich ausbezahlen.
Am 21. Januar 2008 unterschrieb Babayaro einen Vertrag beim amerikanischen Verein Los Angeles Galaxy über drei Jahre. Er folgte damit auf seinen ehemaligen Trainer bei Chelsea, Ruud Gullit. Am 3. März 2008 wurde er von Galaxy entlassen, nachdem er in einem Testspiel gegen Seoul nur 45 Minuten gespielt hatte. Der Verein begründete dies damit, dass man so innerhalb des Gehaltsbudgets der Mannschaft bleiben könne. Vor der Saison 2008/09 trainierte Babayaro beim FC Portsmouth mit, erhielt aber zu Saisonbeginn kein Angebot des Vereins. Danach beendete er seine Profikarriere.
Babayaro spielte 35-mal im nigerianischen Fußballnationalteam und erzielte dabei zwei Tore. Sein Debüt bestritt er im November 1995 gegen die Usbekische Fußballnationalmannschaft.

## Erfolge
Nationalmannschaft
- Fußball-Olympiasieger: 1996
- Vize-Afrikameister: 2000
- U-17-Fußballweltmeister: 1993
- Teilnahme an der WM 1998 (3 Einsätze) und der WM 2002 (2 Einsätze)
- Teilnahme am Afrika-Cup 2000 (6 Einsätze), 2002 (1 Einsatz) und 2004 (1 Einsatz)

Verein
- UEFA Super Cupsieger: 1998
- Europapokal der Pokalsieger: 1998
- Englischer Pokalsieger: 2000
- Englischer Ligapokalsieger: 1998
- Belgischer Meister: 1995
- Belgischer Superpokalsieger: 1995

## Sonstiges
Mit seinem Bruder Emmanuel Babayaro, ein Torwart, gewann er 1996 Gold bei den Olympischen Spielen. Layo, ein weiterer Bruder und Mittelfeldspieler, kam im Jahre 1997 illegal nach Belgien und spielte den Großteil seiner Karriere beim KFC Katelijne-Waver in der viertklassigen 1ste Provinciale Antwerpen, gemeinsam mit Rocky Ikpeba, dem jüngeren Bruder von Victor Ikpeba.
Beim RSC Anderlecht wurde er im November 1994 im Spiel gegen Steaua Bukarest der bis dahin jüngste Spieler (mit 16 Jahren, 2 Monaten und 26 Tagen), der in der Champions League zum Einsatz kam. Babayaro wurde in dem Spiel nach 37 Minuten vom Platz gestellt. Der Rekord hatte bis zum 8. Dezember 2020 bestand, ehe Youssoufa Moukoko den Rekord um über zwei Monate unterbot.
1996 erhielt er die Auszeichnung Ebbenhouten Schoen.